# Tarphius tacorontinus
Tarphius tacorontinus là một loài bọ cánh cứng trong họ Zopheridae. Loài này được Franz miêu tả khoa học năm 1968.